# Istanbul Haydarpaşa
Istanbul Haydarpaşa (tur. Haydarpaşa Garı) – stacja kolejowa w Stambule, położona nad cieśniną Bosfor. Była stacją końcową dla wszystkich pociągów jadących z azjatyckiej części Turcji. W 2013 stacja została zamknięta.